# WEVZA Cup 2024 (damer)
WEVZA Cup 2024, var den 3:e upplagan av tävlingen och spelades 18 till 22 september 2024. I turneringen deltog sex lag från WEVZA:s medlemsförbund. Roma Volley Club vann tävlingen för första gången genom att besegra CD Heidelberg i finalen. Giorgia Zannoni utsågs till mest värdefulla spelare..

## Regelverk

### Format
Tävlingen genomfördes i två faser:
- En gruppspelsfas, där alla lag möte alla andra lag en gång. De två två första lagen i varje grupp gick vidare till slutspel.
- Slutspelsrundan, genomfördes som cupspel med semifinaler, match om tredjepris och final.[3].

### Metod för att bestämma tabellplacering
Om slutresultatet blev 3-0 eller 3-1 tilldelades 3 poäng till det vinnande laget och 0 till det förlorande laget, om slutresultatet blev 3-2 tilldelades 2 poäng till det vinnande laget och 1 till det förlorande laget.
Lagens position i respektive grupp bestämdes utifrån (i tur och ordning):
- Antal vunna matcher
- Poäng;
- Kvot vunna/förlorade set
- Kvot vunna/förlorade bollpoäng;
- Inbördes möten.

## Turneringen

### Gruppspel
| Grupp A        | Grupp B            |
| -------------- | ------------------ |
| Béziers Volley | Terville FOC       |
| CD Heidelberg  | Roma Volley Club   |
| CV Kiele       | Volleyball Academy |

#### Grupp A

##### Resultat
| 18 september 2024 Palazzetto dello Sport, Rom Speltid: 2:21 - Åskådare: 100 | Béziers Volley | 2 - 3 | CD Heidelberg | 22-25, 25-21, 20-25, 25-23, 11-15 |
| 19 september 2024 Palazzetto dello Sport, Rom Speltid: 1:56 - Åskådare: 50  | CV Kiele       | 2 - 3 | CD Heidelberg | 25-22, 25-20, 17-25, 20-25, 9-15  |
| 20 september 2024 Palazzetto dello Sport, Rom Speltid: 1:08 - Åskådare: 150 | Béziers Volley | 3 - 0 | CV Kiele      | 25-20, 25-11, 25-20               |

##### Sluttabell
| Pos. | Lag            | Pt | G | V | P | VS | FS | Kvot  | VP  | FP  | Kvot  |
| ---- | -------------- | -- | - | - | - | -- | -- | ----- | --- | --- | ----- |
| 1.   | CD Heidelberg  | 4  | 2 | 2 | 0 | 6  | 4  | 1,500 | 216 | 199 | 1,085 |
| 2.   | Béziers Volley | 4  | 2 | 1 | 1 | 5  | 3  | 1,666 | 178 | 160 | 1,112 |
| 3.   | CV Kiele       | 1  | 2 | 0 | 2 | 2  | 6  | 0,333 | 147 | 182 | 0,807 |

      Kvalificerade för slutspelsrundan.

#### Grupp B

##### Resultat
| 18 september 2024 Palazzetto dello Sport, Rom Speltid: 0:59 - Åskådare: 430 | Roma Volley Club   | 3 - 0 | Terville FOC       | 25-14, 25-15, 25-10 |
| 19 september 2024 Palazzetto dello Sport, Rom Speltid: 1:06 - Åskådare: 100 | Volleyball Academy | 0 - 3 | Terville FOC       | 11-25, 18-25, 17-25 |
| 20 september 2024 Palazzetto dello Sport, Rom Speltid: 1:02 - Åskådare: 200 | Roma Volley Club   | 3 - 0 | Volleyball Academy | 25-18, 25-12, 25-11 |

##### Sluttabell
| Pos. | Lag                | Pt | G | V | P | VS | FS | Kvot  | VP  | FP  | Kvot  |
| ---- | ------------------ | -- | - | - | - | -- | -- | ----- | --- | --- | ----- |
| 1.   | Roma Volley Club   | 6  | 2 | 2 | 0 | 6  | 0  | MAX   | 150 | 80  | 1,875 |
| 2.   | Terville FOC       | 3  | 2 | 1 | 1 | 3  | 3  | 1,000 | 114 | 121 | 0,942 |
| 3.   | Volleyball Academy | 0  | 2 | 0 | 2 | 0  | 6  | 0,000 | 87  | 150 | 0,580 |

      Kvalificerade för slutspelsrundan.

### Slutspelsrundan

#### Spelschema
|  | Semifinaler | Semifinaler      | Semifinaler |               |    | Final               | Final               | Final               |  |
|  |             |                  |             |               |    |                     |                     |                     |  |
|  | 1B          | Roma Volley Club | 3           |               |    |                     |                     |                     |  |
|  | 1B          | Roma Volley Club | 3           |               |    |                     |                     |                     |  |
|  | 2A          | Béziers Volley   | 1           |               |    |                     |                     |                     |  |
|  | 2A          | Béziers Volley   | 1           |               | 1B | Roma Volley Club    | 3                   |                     |  |
|  |             |                  |             |               | 1B | Roma Volley Club    | 3                   |                     |  |
|  |             |                  | 1A          | CD Heidelberg | 1  |                     |                     |                     |  |
|  | 1A          | CD Heidelberg    | 1A          | CD Heidelberg | 1  | 3                   |                     |                     |  |
|  | 1A          | CD Heidelberg    |             |               |    | 3                   |                     |                     |  |
|  | 2B          | Terville FOC     | 2           |               |    | Match om tredjepris | Match om tredjepris | Match om tredjepris |  |
|  | 2B          | Terville FOC     | 2           |               |    |                     |                     |                     |  |
|  |             |                  |             |               |    |                     |                     |                     |  |
|  |             |                  |             |               |    | 2A                  | Béziers Volley      | 3                   |  |
|  |             |                  |             |               |    | 2A                  | Béziers Volley      | 3                   |  |
|  |             |                  |             |               |    | 2B                  | Terville FOC        | 2                   |  |

##### Semifinaler
| 21 september 2024 Palazzetto dello Sport, Rom Speltid: 1:49 - Åskådare: 600 | Roma Volley Club | 3 - 1 | Béziers Volley | 25-22, 25-18, 21-25, 25-16        |
| 21 september 2024 Palazzetto dello Sport, Rom Speltid: 2:09 - Åskådare: 200 | CD Heidelberg    | 3 - 2 | Terville FOC   | 22-25, 26-28, 25-22, 25-22, 16-14 |

##### Match om tredjepris
| 22 september 2024 Palazzetto dello Sport, Rom Speltid: 2:29 - Åskådare: 150 | Béziers Volley | 3 - 2 | Terville FOC | 25-22, 23-25, 25-27, 25-23, 18-16 |

##### Final
| 22 september 2024 Palazzetto dello Sport, Rom Speltid: 1:52 - Åskådare: 1 020 | Roma Volley Club | 3 - 1 | CD Heidelberg | 27-25, 21-25, 25-21, 25-18 |

## Slutplaceringar
| Pos | Lag                | Turnering                 |
| --- | ------------------ | ------------------------- |
|     | Roma Volley Club   | CEV Challenge Cup 2024-25 |
| 2   | CD Heidelberg      |                           |
| 3   | Béziers Volley     |                           |
| 4   | Terville FOC       |                           |
| 5   | CV Kiele           |                           |
| 6   | Volleyball Academy |                           |